# Rory Sutherland (cyclisme)
Pour les articles homonymes, voir Sutherland.
Ne doit pas être confondu avec Rory Sutherland (rugby à XV).
Rory Sutherland, né le 8 février 1982 à Canberra, est un coureur cycliste australien. Professionnel entre 2005 et 2020, il a notamment remporté l'UCI America Tour 2012, grâce à ses succès sur le Tour de Beauce et le Tour of the Gila.

## Biographie

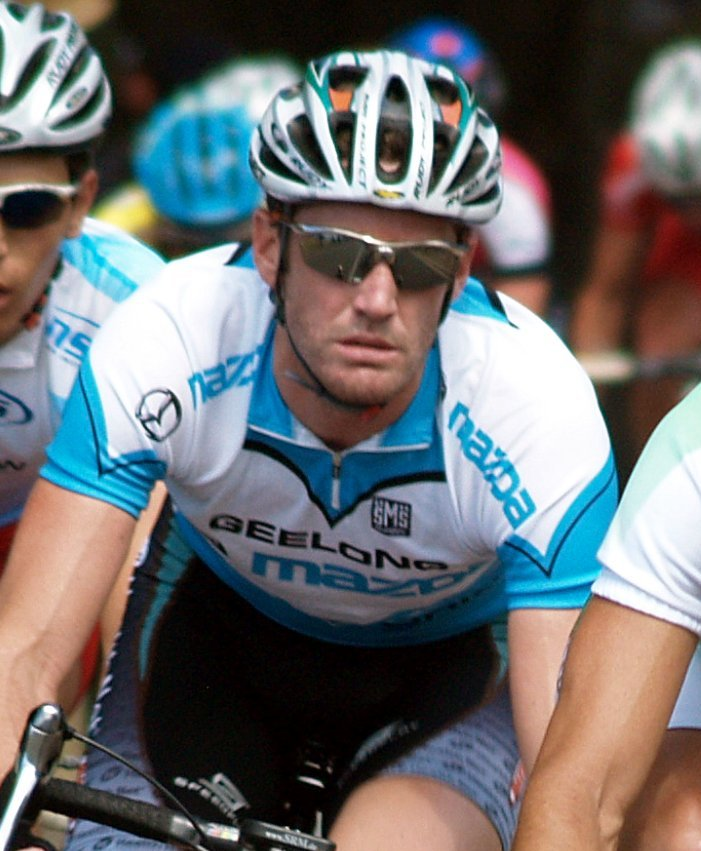
Sutherland en 2008 pendant la Jayco Bay Classic.

Membre de l'équipe Rabobank espoirs à partir de 2001, Rory Sutherland se révèle en 2004 avec ses podiums sur le Tour de Thuringe, l'Olympia's Tour, le Triptyque des Monts et Châteaux, et des victoires sur la Flèche hesbignonne et le championnat d'Australie espoirs. En 2005, il accède à l'équipe Rabobank. Il obtient de bons résultats : deuxième du championnat d'Australie du contre-la-montre, troisième du Tour du Danemark et du Grand Prix Jef Scherens, dixième du Tour de Murcie. Il participe également au Tour d'Italie (108e). À la fin du mois d'août, il est contrôlé positif au clomiphène durant le Tour d'Allemagne. Il est suspendu par Rabobank dès l'annonce de ce résultat, puis licencié après la confirmation de la contre-expertise. Sutherland possédant une licence belge, la commission disciplinaire de la Royale ligue vélocipédique belge prononce à son encontre une suspension de 15 mois.
En 2007, Sutherland est recruté par l'équipe américaine Health Net-Maxxis. Il se montre rapidement compétitif et devient le premier coureur étranger à remporter l'USA Cycling National Racing Calendar. En 2008, après être monté sur les podiums de la course en ligne et du contre-la-montre des championnats d'Australie, il domine le National Racing Calendar avec sept succès, dont la Joe Martin Stage Race, la Mount Hood Cycling Classic et le Nature Valley Grand Prix.
En 2012, il remporte la sixième étape du Tour du Colorado à Boulder, ville dans laquelle il réside lorsqu'il court sur le continent américain. Il estime alors qu'il s'agit là de la plus belle victoire de sa carrière.
En 2013, Rory Sutherland est recruté par l'équipe World Tour Saxo-Tinkoff. Sixième de la Klasika Primavera, neuvième du Tour de Turquie, il dispute avec cette équipe le Tour d'Italie, son premier grand tour depuis 2005. En août, il prend la neuvième place du Tour du Colorado. En septembre, il est sélectionné en équipe nationale pour disputer le championnat du monde sur route, ce qui ne lui était pas arrivée depuis la catégorie espoirs.
En début d'année 2014, il est onzième du Tour Down Under, douzième du Dubaï Tour. En septembre, il prend la cinquième place du Grand Prix de Wallonie. Il est sélectionné pour la course en ligne des championnats du monde, où il est équipier de Simon Gerrans, médaillé d'argent.
En 2015, il rejoint l'équipe espagnole Movistar, qui l'engage pour deux saisons. Au mois de septembre 2016, il prolonge son contrat d'un an.
Au mois d'août 2017, il fait le choix de quitter la formation espagnole et s'engage pour deux saisons avec l'équipe UAE Emirates pour la saison 2018. En juillet 2018, il termine 108e de son unique Tour de France. Il termine sa carrière chez Israel Start-Up Nation en 2020. En décembre 2019, il se casse la jambe dans un accident de scooter électrique lors d'un camp d'entraînement en Israël. À l'issue du Tour d'Espagne, il prend sa retraite à 38 ans.
Après sa carrière de coureur, il est nommé coordinateur de l'équipe cycliste australienne sur route,.

## Vie privée
Il vit en Espagne et possède deux cafés, un à Gérone et un autre à Barcelone.

## Palmarès
| - 2000 - 4e du championnat du monde du contre-la-montre juniors - 2003 - Challenge de Hesbaye - 2e du Tour des Flandres espoirs - 3e du Tour de la Manche - 3e du Grand Prix des Nations espoirs - 2004 - Champion d'Australie sur route espoirs - 3e étape du Tour des Abruzzes - 3e étape du Tour de Thuringe - 9e étape de l'Olympia's Tour - Flèche hesbignonne - 3e étape du Tour de Liège - 2e du Tour de Thuringe - 2e de l'Olympia's Tour - 2e du Circuit des régions flamandes - 3e du Triptyque des Monts et Châteaux - 2005 - 2e du championnat d'Australie du contre-la-montre - 3e du Tour du Danemark - 3e du Grand Prix Jef Scherens - 2007 - USA Cycling National Racing Calendar - 2e et 3e étapes de la Redlands Bicycle Classic - Joe Martin Stage Race : - Classement général - 3e étape - 5e étape du Nature Valley Grand Prix - 2e de la Central Valley Classic - 2e du Nature Valley Grand Prix - 2e du Tour de Toona - 3e de la Jayco Bay Classic - 3e du championnat d'Australie du contre-la-montre - 2008 - USA Cycling National Racing Calendar - 1re étape de la Redlands Bicycle Classic - Joe Martin Stage Race : - Classement général - 1re étape - Mount Hood Classic : - Classement général - 4e étape - Nature Valley Grand Prix : - Classement général - 4e étape - 2e du championnat d'Australie du contre-la-montre - 3e du championnat d'Australie sur route | - 2009 - Classement général de la Joe Martin Stage Race - Classement général du Nature Valley Grand Prix - 3e de l'USA Cycling National Racing Calendar - 2010 - 1re étape du Tour de Murrieta (contre-la-montre) - 2e étape de la San Dimas Stage Race - 1re et 3e étapes du Tour de Bisbee - Nature Valley Grand Prix : - Classement général - 6e étape - Classement général de la Cascade Classic - 3e de l'USA Cycling National Racing Calendar - 2011 - 1re et 6e étapes de la Nature Valley Grand Prix - 2012 - UCI America Tour - Tour of the Gila : - Classement général - 1re étape - Classement général du Tour de Beauce - 1re étape du Tour de l'Utah - 6e étape du Tour du Colorado - 2e de l'USA Cycling National Racing Calendar - 2017 - Tour de La Rioja |  |

## Résultats sur les grands tours

### Tour de France
1 participation
- 2018 : 106e

### Tour d'Italie
4 participations
- 2005 : 108e
- 2013 : 97e
- 2016 : 80e
- 2017 : 108e

### Tour d'Espagne
3 participations
- 2015 : 139e
- 2016 : 130e
- 2020 : 129e

## Classements mondiaux
| Année            | 2007 | 2008 | 2009 | 2010 | 2011 | 2012 | 2013 | 2014 | 2015 |
| ---------------- | ---- | ---- | ---- | ---- | ---- | ---- | ---- | ---- | ---- |
| UCI World Tour   |      |      |      |      |      |      | nc   | nc   | nc   |
| UCI America Tour | 122e | 73e  | 172e | 58e  | 98e  | 1er  |      |      |      |
| UCI Europe Tour  |      |      |      |      | 370e | 779e |      |      |      |
| UCI Oceania Tour | 30e  | 8e   |      |      |      |      |      |      |      |